# クロハギ
クロハギ （黒剥学名：Acanthurus xanthopterus、英名：Yellowfin surgeonfish）は、ニザダイ科に属する魚。

## 分布
太平洋からインド洋に分布する。日本では南日本の太平洋沿岸、伊豆諸島、琉球列島、小笠原諸島などに生息する。

## 生態
体長は35cm程度。胸鰭の全体が黄色か透明、背鰭は暗色で後部にしま模様があるのが特徴で、よく似ているニセカンランハギ、オスジクロハギと判別することができる。主に礁湖やサンゴ礁外縁の斜面に生息し、水深90mでも発見されている。幼魚は内湾や河口などでも見られる。主に糸状藻類を食べるが、ヒドロ虫なども食べる。
主に食用として利用され、沖縄県や鹿児島県などで食べられることが多い。